# Олімпія Дукакіс
Олімпія Дукакіс (англ. Olympia Dukakis, грец. Ολυμπία Δουκάκη, 20 червня 1931, Ловелл, Массачусетс — 1 травня 2021, Нью-Йорк, штат Нью-Йорк) — американська акторка грецького походження. Лауреатка кінопремій Оскар, Золотий глобус, BAFTA.

## Біографія
Народилась у родині грецьких іммігрантів Александри і Константина Дукакіс. Має брата Аполлона. Кузен Олімпії, Майкл Дукакіс, раніше був губернатором штату Массачусетс, а 1988 року — кандидатом на посаду президента США від Демократичної партії. Освіту Олімпія отримала в Арлінгтонській середній школі та Бостонському університеті.
У кіно Олімпія стала зніматися з середини 1960-х. Виконувала невеликі ролі в таких фільмах як «Ліліт», «Джон і Мері», «Сестри». Популярність здобула 1987 року фільмом «Влада місяця», де втілила Роуз Кастрон. За роль номінована як «Найкраща акторка другого плану» на три премії: «Оскар», «Золотий глобус» і «BAFTA». Дукакіс виконала роль Розі Дженсен у фільмі «Дивись, хто говорить» (1989) і в двох його сиквелах. Також мала ролі у фільмах «Сталеві магнолії» (1989), «Сильні духом» (1990), «Землерийка» (1993) і багатьох інших.
Олімпія Дукакіс брала участь і в театральних постановках. Грала в бродвейських п'єсах «Хто в пекло?», «Соціальне забезпечення» і «Роуз», і за свої театральні ролі удостоєна премій «Obie» і «Drama Desk». Крім цього, багато знімалась на телебаченні. Найвідомішою стала її роль матері Бабетти у телефільмі «Жанна д'Арк» (1999).
2003 року опублікувала автобіографію «Ask Me Again Tomorrow: A Life in Progress». 2006 року вийшов один з останніх фільмів з Дукакіс «Далеко від неї».
1962 року одружилася з актором Луїсом Зориком, від якого народила трьох дітей.
Олімпія Дукакіс померла 1 травня 2021 року в себе вдома у Нью-Йорку в 89-річному віці.

## Вибрана фільмографія
| Рік  |    | Українська назва                                 | Оригінальна назва                             | Роль                  |
| ---- | -- | ------------------------------------------------ | --------------------------------------------- | --------------------- |
| 1964 | ф  | Ліліт                                            | Lilith                                        | пацієнтка (епізод)    |
| 1969 | ф  | Джон і Мері                                      | John and Mary                                 | мати Джона            |
| 1973 | ф  | Сестри                                           | Sisters                                       | Луїза Віланскі        |
| 1979 | ф  | Мандрівники                                      | The Wanderers                                 | мати Джої             |
| 1987 | ф  | Влада місяця                                     | Moonstruck                                    | Роуз Касторіні        |
| 1988 | ф  | Ділова дівчина                                   | Working Girl                                  | директор по персоналу |
| 1989 | ф  | Батько                                           | Dad                                           | Бетт                  |
| 1989 | ф  | Дивись, хто говорить                             | Look Who's Talking                            | Розі Дженсен          |
| 1989 | ф  | Сталеві магнолії                                 | Steel Magnolias                               | Клері Белчер          |
| 1990 | ф  | Дивись, хто говорить знову                       | Look Who's Talking Too                        | Розі Дженсен          |
| 1990 | ф  | Сильні духом                                     | In the Spirit                                 | С'ю                   |
| 1992 | с  | Сінатра                                          | Sinatra                                       | Доллі Сінатра         |
| 1993 | ф  | Землерийка                                       | Digger                                        | Бі                    |
| 1993 | ф  | Дивись хто тепер говорить                        | Look Who's Talking Now                        | Розі Дженсен          |
| 1994 | ф  | Голий пістолет 33⅓: Остання образа               | The Naked Gun 33⅓: The Final Insult           | камео                 |
| 1994 | ф  | Я люблю неприємності                             | I Love Trouble                                | Джинні                |
| 1995 | ф  | Джефрі                                           | Jeffrey                                       | місіс Марканджело     |
| 1995 | ф  | Могутня Афродіта                                 | Mighty Aphrodite                              | Епікаста              |
| 1996 | ф  | Єрусалим                                         | Jerusalem                                     | мати (місіс Гордон)   |
| 1998 | ф  | Мафія!                                           | Jane Austen's Mafia!                          | Софія                 |
| 1998 | тф | Життя за життя                                   | A Life for a Life                             | Шарлотта Кішко        |
| 1999 | с  | Жанна д'Арк                                      | Joan of Arc                                   | мати Бабетта          |
| 2004 | ф  | Бібліотекар: У пошуках списа долі                | The Librarian: Quest for the Spear            | Марджі Карсен         |
| 2006 | ф  | Далеко від неї                                   | Away from Her                                 | Меріан                |
| 2006 | ф  | Бібліотекар: Повернення в копальні царя Соломона | The Librarian: Return to King Solomon's Mines | Марджі Карсен         |
| 2007 | ф  | В країні жінок                                   | In the Land of Women                          | бабуся Картера        |
| 2011 | с  | Закон і порядок: Спеціальний корпус              | Law & Order: Special Victims Unit             | Деббі Марш            |
| 2016 | ф  | Афера під прикриттям                             | The Infiltrator                               | тітка Вікі            |
| 2019 | с  | Казки міста                                      | Armistead Maupin's Tales of the City          | Анна Мадригал         |
| 2021 | ф  | Не забути                                        | Not to Forget                                 | Суддя                 |